# Lopin
Lopin (en rus: Лопин) és un poble (un khútor) de l'óblast d'Astracan, a Rússia, segons el cens del 2010 tenia 67 habitants.